# Saint-Léon, Haute-Garonne
Saint-Léon là một xã ở tỉnh Haute-Garonne vùng Occitanie tây nam nước Pháp. Xã Saint-Léon, Haute-Garonne nằm ở khu vực có độ cao trung bình 250 mét trên mực nước biển.